# Janka Łuczyna

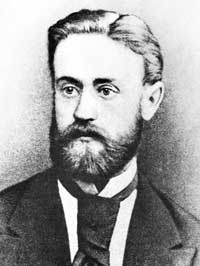
Janka Łuczyna

Janka Łuczyna, biał. Янка Лучына, właśc. Jan Niesłuchowski (ur. 18 lipca 1851 w Mińsku, zm. 28 lipca 1897 tamże) – białoruski poeta i działacz kulturalny.
Urodził się jako syn mińskiego adwokata Lucjana Niesłuchowskiego. W 1877 roku ukończył studia w Instytucie Technologicznym w Petersburgu. Po studiach pracował nad rozbudową kolei na Kaukazie, gdzie poznał Maksima Gorkiego.
Od lat osiemdziesiątych publikował w prasie mińskiej w języku rosyjskim, białoruskim i po polsku. W swoich wierszach odwoływał się do motywów ludowych, bronił białoruskiego ludu i białoruskiej kultury przed uciskiem społecznym.
Został pochowany na cmentarzu kalwaryjskim w Mińsku.

## Twórczość
- Вязанка (Wiazanka, zbiór wierszy w jęz. białoruskim, Mińsk 1903)
- Wiersze (w jęz. polskim, Mińsk 1898)
- Верочка (Wieroczka, powieść w jęz. rosyjskim, Mińsk 1900)